# 생활수준연구
생활수준연구는 계량경제사적 관점에서 생활수준을 연구하는 것을 말한다. 인간의 일상 생활을 연구하는 경제학은 생활수준 향상을 근본적인 목적으로 하며, 경제사학자들은 역사적인 안목을 가지고 생활수준의 장기 추이와 결정요인 등을 연구해 왔다. 생활수준에 대한 경제사적 접근은 근대 경제학 발전에 기여한 바가 있다. 생활수준 측정 과정이 변하고, 영국과 미국의 생활수준 논쟁이 전개 됨에 따라 삶의 질에 대한 경제사학의 관심 또한 변해왔다.

## 생활수준 연구의 의의
장기적인 관점에서 경제학의 발전과정을 조망해 보면, 생활수준에 대한 경제사적 접근은 경제학 발전의 근간이다. 일례로 국가별 생활수준의 장기 추이를 측정하고, 그 차이를 비교하기 위한 고민에서 국민소득의 개념이 등장하였으며(Kuznets, Epstein, and Jenks 1941), 이는 20세기 중반 경제성장론, 경제발전론, 경기변동론 등 거시경제학이 발전할 수 있는 기틀을 제공하였다. 또한 오늘날 경제학 여러 분야에 걸쳐 사용되는 생활수준의 지표인 임금, 소득, 소비, 교육, 건강, 수명 등에 대한 연구의 발전에도 생활수준의 장기적인 추이와 그 결정요인을 탐구했던 초기 경제사 연구들의 학문적인 공헌이 있었다.
오늘날 생활수준에 관한 연구에서도 경제사적 접근의 중요성은 여전히 유효하다. 새로운 경제이론의 개발과 검증은 역사적인 사례의 탐구를 통해 신뢰성을 확보할 수 있으며, 미래에 대한 예측은 장기적인 자료의 분석을 통해 예측력의 유의성을 증대시킬 수 있기 때문이다. 생활수준의 장기 추이를 연구했던 대표적인 경제사학자인 포겔(Fogel)은 단기적인 상황에 근거한 이론과 예측은 작금의 경제 문제에 대한 잘못된 이해를 불러올 수 있으며 현재의 상황에만 초점을 맞출 경우 장기적으로 영향이 나타나는 요인들의 중요성을 간과할 수 있다고 지적하였다(Fogel 1994). 또한 최근의 경제사 연구들은 내생적으로 얽혀 있는 생활수준의 문제들을 역사적 사례를 활용하여 명확하게 짚어내고, 유익한 정책 시사점을 찾기 위한 분석 틀을 제공하고 있다.

## 생활수준 측정의 역사
영국의 경제학자 앨프리드 마셜(Alfred Marshall)은 Principles of Economics의 서론 첫 문단에서 경제학은 인간의 일상 생활을 연구하는 학문이라고 정의하였다. 또한 경제학은 웰빙의 물질적 필요조건을 획득하고 이를 이용하는 것과 관련된 개인 및 사회의 활동을 검토하는 분야라고 보았다. '웰빙'의 경제학적 관점에서의 정의는 개인 또는 집단의 '삶의 질에 대한 정량적 척도'라고 할 수 있고 이는 '생활수준'의 또 다른 표현이다.

### 초기연구
국민들의 생활수준을 어떻게 측정할 것인가는 오랜 관심사였으나 20세기 이전까지만 하더라도 정량적인 생활수준의 측정보다는 시민들의 삶을 묘사하는데 그쳤다. Macaulay는 1685년 영국민의 생활상을 묘사하고 이를 산업혁명기와 비교하였다. 삶의 질에 대해 소비, 영양상태, 소득 등의 관점에서 다양한 관심을 표했으나 표본의 객관성을 확보하지 못했고 대표성 또한 떨어졌다고 평가된다.

### 20세기 초: 실질 임금
20세기 들어 정량적인 지표를 사용하기 시작했는데 그것은 바로 실질 임금이었다. 특정 직업군의 임금 자료를 평균하고 이를 해당 연도의 물가수준으로 보정하여 소비수준의 한 척도로 사용하였다. 이는 산업화 시기 임금 통계가 다양한 형태로 존재하여 자료 접근도가 높았고, 시계열 임금 자료 구축이 가능하여 생활수준 장기 추이 분석이 유용하다는 장점이 있었다. 하지만 실질임금의 장기 추이 분석에는 산업화를 거치는 동안 직업군의 분포가 변화하여 장기간에 걸친 일관되고 비교 가능한 실질임금의 추정이 어렵다는 점과 실질임금이 소비의 질적 수준을 반영하지 못한다는 점, 그리고 정확한 실질임금의 추정에는 물가수준을 제대로 반영해야 하지만 지출 항목의 잦은 변화로 쉽지 않아 물가를 반영하지 못한다는 단점이 존재한다. 이러한 단점으로 실질임금을 국가 간 비교에 사용하는 데 큰 어려움이 있었다고 한다.

### 20세기 중반: 국민소득개념
성장의 요인과 경기 안정화 방안을 분석하기 위해서는, 한 국가의 장기적인 생활수준의 변화와 생활수준의 국가 간 비교를 가능하게 하는 새로운 지표인 국민소득개념은 생활수준 연구를 진일보하게 만들었다. 국민소득개념은 추정이 용이하고 국가 또는 지역 단위의 평균 소득수준을 잘 측정할 수 있다는 강점이 있다. 그러나 이는 가사노동, 재화와 서비스의 품질 향상과 그에 따른 효용 증대, 건강 증진 등 비물질적 삶의 질 개선을 반영하지 못한다는 단점이 있다.

### 20세기 후반: 국민소득과 실질임금 지표의 한계 보완
국민소득 그리고 임금 등이 갖는 단점을 극복하고 보다 포괄적으로 생활수준을 측정하고자 하였다. 우선 국민소득이 갖는 단점을 보완하기 위해 Nordhaus and Tobin과 Usher는 가사노동, 여가 등의 가치를 고려해 보완적 국민소득의 개념을 제시했으며, Williamson은 유병률과 사망률을 고려한 연구를 진행했다. 화폐소득의 한계를 극복하기 위해 생활수준의 개념을 달리하기도 하였다. Amartya Sen은 화폐소득과 자원의 지배력을 강조하는 기존의 생활수준 지표를 비판하고 충만한 삶을 살도록 할 수 있는 사회의 역량과 잠재력을 강조했다. 또한 교육, 건강 등에 대한 투자를 통해 미래의 역량을 강화할 때 생활수준이 향상된다고 하였다.

### 20세기 후반: 포괄적 생활수준 지표의 개발
Mahbub ul Haq와 Amartya Sen은 UN을 통해 인간개발지수를 제안했다. 이는 평균 소득, 교육수준, 기대수명을 동일한 가중치로 평가하여 물질적 생활수준의 측정에서 벗어나 비물질적 요인까지 고려한 포괄적인 지표이다. 국민소득이 물질적 요인만을 고려한 단기적인 측면을 강조했던 반면, 인간개발지수는 장기적인 관점에서 더 의의가 있는 교육과 건강을 고려한다는 점에서 의미를 갖는다.
또한 '영양상태'의 개념을 이용한 포괄적 생활수준의 지표에 대한 연구가 진행되었다. 영양상태는 영양공급에서 '요구되는 영양'을 제외한 '순'개념이다. 이때 요구되는 영양은 신체유지와 성장을 위해 소모되는 에너지, 노동과 여가 활동에 필요한 에너지, 그리고 질병을 치유하는데 사용되는 에너지 등을 포함한다. 에너지 수급의 결과가 인체의 크기를 결정한다는 단순한 원리 때문에 '영양상태'를 정량적으로 측정하는 것이 가능하다. 즉, 성인신장, BMI, 출생체중이 소득, 교육수준, 건강수준과 직접적 관련이 있다는 것이다.

### 21세기: 좀 더 실질적인 지표의 개발
과거의 노력과 유사하게 연간 노동시간을 측정하기도 했고, 개인의 평균적인 시간활용의 패턴을 연구하기도 했으며, 지니계수를 이용하여 소득 불평등의 변화를 추정하거나 영양공급과 성인 신장의 분포를 추정하기도 하였다.

## 영국과 미국의 생활수준 논쟁
영국 산업혁명기 노동계급의 생활수준에 대한 평가와 19세기 미국의 생활수준 하락 원인은 경제사 학자들 사이에서 오랜 논쟁으로 이어져오고 있다. 또한 여기서 쟁점이 되었던 주제들과 연구방법론은 경제사학의 영역을 넘어 타 분야에 응용되면서 경제학 발전에 적잖은 영향을 끼쳐온 것으로 평가된다.

### 영국 산업혁명기 생활수준 논쟁
이 논쟁의 시작은 Engels의 《The Condition of the Working Class in England》라는 책으로 보는 것이 일반적인데 이 저서는 빅토리아 시대 노동계급의 생활수준에 대한 연구로서, 엥겔스는 개인적인 관찰과 상세한 실태 보고를 토대로 산업혁명 후기 노동계급의 생활수준이 매우 열악했음을 주장한다. 이는 마르크스 등 사회주의학파의 주장과 결부되어 자본주의 모순에 대한 비판으로 이어지게 된다. 또한 20세기 초까지 엥겔스의 비판론적 입장은 산업혁명에 의한 분배의 불평등 심화를 주장한 경제사학자 토인비 그리고 산업혁명기 노동계급은 부 축적의 수단이었다고 주장한 존 해먼드와 바바라 해먼드 등의 연구에 영향을 주게 된다. 1926년 클래펌(John Clapham)이 산업혁명기 생활수준에 대한 낙관론적 입장을 새롭게 발군한 임금 통계와 생계비 지수를 보고 산업혁명기 도시와 농촌 노동자들의 구매력이 크게 상승한 것을 바탕으로 주장한다. 그러나 임금 및 물가자료의 한계와 문제로 논란을 거듭하게 된다. 20세기 중반 이후 단기보다는 장기적인 추이에 집중하게 된다. 경제학자들은 18세기 전반기 실질임금은 증가 추세에 있었으며 1750년 이후 1820년까지는 정체하거나 하락하였다는 사실에 의견일치를 보였다. 그리고 Lindert and Williamson은 새로운 사료를 바탕으로 1820~1850년에는 실질임금이 이전 시기에 비해 2배 상승하였다는 것을 보임으로써 적어도 산업혁명 후기부터 물질적 측면에서의 생활수준이 상승하였다고 주장하였다. 그러나 실질임금의 상승이 1820년이 아닌 산업혁명 초기부터 이루어져 왔다는 주장 또한 새롭게 제기되었는데 Feinstein은 1770~1818년 평균 실질임금은 약 12.5% 상승하였고, 1818~1848년에는 23.1% 상승하였음을 보였다. Clark와 Allen은 파인슈타인의 임금 추계가 과대 추정되었을 가능성을 제기하였지만, 그럼에도 불구하고 초창기 경제사 학자들의 비관론적 입장보다는 덜 비관적이라고 결론지었다.

### 미국 남북전쟁 이전의 생활수준 논쟁
이 논쟁은 'Antebellum Puzzle'이라 불렸던 미국 남북전쟁 이전 1830~1860년 출생집단에 걸쳐 관측된 평균 신장의 하락 원인을 둘러싼 일련의 논쟁을 말한다. 논쟁의 시작은 Fogel and Engerman(1974)이 쓴 《Time on the Cross》라는 책이라고 일반적으로 생각된다. 이 책은 노예제도의 경제적 효율성과 흑인 노예들의 생활수준을 연구했는데 기존의 정설에 반박하면서 큰 반향과 논란을 일으켰다. 노예제 논쟁의 과정에서 수량경제사(cliometrics)가 본격적으로 시작됐고 일련의 연구들은 흑인 노예의 평균소득, 기대수명, 출산율, 일평균 칼로리 섭취량, 주거 및 의료현황 등을 상세히 그리고 정량적으로 검토하였다. Steckel(1979)과 Margo and Steckel(1982)의 미국 백인, 흑인 노예, 영국 백인의 신장비교는 이후 영국 생활수준 논쟁에 영향을 주었다. Fogel(1986) 등은 미국 백인 평균 신장의 장기추이를 추계하는 과정에서 1830~1860에 걸쳐 신장 감소를 관측했다. 산업화가 본격화되면서 소득과 생산성이 증가했던 시기에 평균 신장이 감소했다는 사실은 많은 경제학자들의 관심을 모으며 이 논쟁이 시작됐다.
1830~1860의 신장 감소에 대한 원인으로 Komlos는 미국육군사관학교 생도의 신체검사 자료를 이용해서 남북전쟁 참전군인과 동일한 신장 하락 추세가 있음을 확인했다. 그는 연구 결과 1830~1860 시기 일평균 칼로리 소비량이 줄어든 것을 확인하고 평균 신장 하락의 주요 원인으로 영양공급의 감소를 지목했다. 이 시기 농업생산성이 증가했지만 아일랜드 대기근으로 인한 유럽인들의 대량 이민으로 인구는 더욱 빠른 속도로 증가했기 때문에 평균적인 칼로리 소비량이 크게 줄어들었다는 것이었다. 이러한 그의 연구는 Gallman이 콤로스의 연구 과정에서 칼로리 소비량 추정의 문제점을 지적했으며 신장하락의 근본적인 원인을 남북전쟁 전후 정치적인 불안정에 따른 경제파탄에서 찾고자 하였다. 또다른 논쟁은 생활수준에 대한 것이었는데 19세기 미국은 산업화와 도시화가 빠르게 진행되면서 대도시를 중심으로 위생상태와 질병환경 악화를 경험하고 있었다. 따라서 남북전쟁 전의 신장 하락의 원인이 과연 영양공급만의 문제였는지에 대한 의문들이 제기되었다. 특히, 인체측정기법이 도입된 후 다양한 사료들이 발굴되면서 19세기 중후반 평균 신장 하락과 함께 사망률과 기대수명이 감소했던 것이 관측됐다. 자연스럽게 영양공급보다는 산업화와 도시화에 따른 위생 및 환경문제의 중요성이 강조되기 시작했다.
성인 신장이 영양공급과 질병환경 등에 따른 에너지 소비의 차이인 순 영양상태의 영향을 받는다는 점에서 이런 논의는 당연한 결과이다. 최근 Floud, Fogel, Harris, and Hong의 연구에서1800년 이후 일평균 칼로리 소비량의 장기 추이를 추계하여 출생집단별 성인 평균 신장의 장기 추이와 연계한 결과 콤로스가 관심을 가졌던 남북전쟁 이전 시기의 평균 신장 하락은 일평균 칼로리 소비량의 감소와 상관관계가 높다는 사실을, 19세기 후반 일평균 칼로리 소비량이 증가했음에도 불구하고 평균 신장이 하락한 주된 원인은 산업화와 도시화에 따른 환경 악화라는 사실을 지적했다.

### 생활수준 논쟁의 의의
위의 두 논쟁의 발단은 영국의 경우 산업혁명의 주역이었던 노동계급의 생활수준 평가, 그리고 미국의 경우에는 부도덕적 대우를 받았던 흑인 노예의 생활수준을 평가하는 과정에서 비롯되었다. 초기 연구들은 특정 시기, 특정 인구집단의 생활수준에 집중하였지만, 최근 연구들은 생활수준의 장기적인 추이와 그 원인을 파악하는 데 주력하였다. 경제사적 관점에서 두 논쟁의 학문적 의의는 첫째, 생활수준 논쟁은 생활수준 척도의 개발을 통해 경제학 연구의 새로운 지평을 열었다는 점, 둘째, 영국과 미국의 생활수준 논쟁은 삶의 질 개선에서 환경의 중요성을 부각시켰다는 점, 셋째, 기존의 생활수준 논쟁은 경제사 연구에서 사료 이용의 새로운 방향을 제시하고 사료의 유용 가능성을 넓혔다는 점에서 또 다른 의의를 가지며 넷째, 생활수준 논쟁이 경제학 이론 응용의 폭과 학제 간 연구 가능성을 넓혔고 마지막으로, 영국과 미국의 생활 수준 논쟁이 한국경제사 연구의 발전에도 영향을 끼쳤다는 것이다.

## 최근 연구 동향
1990년대 중반 이후 생활수준에 대한 경제사 연구는 새로운 전환점을 맞이한다. 영국과 미국의 생활수준 논쟁은 이후에도 계속되지만, 미시적 관점에서 생활수준의 결정요인을 탐구하는 연구가 현저히 증가한 것이 주요한 특징이다. 개인의 삶의 질과 사회의 평균 생활수준에 영향을 주는 요인들은 소득, 인적자본 투자, 정부정책 등 사회경제적 요인들로부터 위생, 질병환경, 기후 등 환경적 요인까지 다양하다. 이러한 요인들 중 환경적 요인의 중요성을 규명하려는 경제사 연구들이 특히 주목받아 왔다. 최근 연구 경향을 보여주는 대표적인 연구들로는 준실험설계 방법에 의한 영국의 의학자 David Barker의 〈생애초기가설〉과 출생집단 연구법에 의한 Hoyt Bleakley의 연구가 있다. 이러한 최근의 연구동향을 살펴보면 생활수준에 관한 경제사 연구들은 기대수명의 상승과 인구고령화가 초래한 고령노동, 조기은퇴, 복지 문제, 연금 문제, 의료보험 문제 등 다양한 사회경제적 문제에 대한 고민과 유기적으로 연관되어 있으며 현안에 대한 시사점을 제시하고 있다.

## 관련 학자 및 저서
| 학자                                                                | 출판연도 | 저서 | 출판사 또는 게재된 곳                                       |
| ------------------------------------------------------------------- | -------- | --- | ----------------------------------------------------------- |
| 김낙년                                                              | 2006     | 한국의 경제성장 1910-1945                                                                                          | 서울대학교출판부                                            |
| 김인호                                                              | 2000     | 식민지 조선경제의 종말                                                                                             | 신서원                                                      |
| 김종현                                                              | 2006     | 영국 산업혁명의 재조명                                                                                             | 서울대학교출판부                                            |
| 안병직                                                              | 1997     | 한국근현대사 연구의 새로운 패러다임-경제사를 중심으로                                                              | 창작과 비평                                                 |
| 양동휴                                                              | 1994     | 미국 경제사 탐구                                                                                                   | 서울대학교출판부                                            |
| 이영훈                                                              | 2004     | 수량경제사로 다시 본 조선후기                                                                                      | 서울대학교출판부                                            |
| 최성진                                                              | 2006     | 식민지기 신장변화와 생활수준                                                                                       | 경제사학                                                    |
| 허수열                                                              | 2005     | 개발없는 개발 | 은행나무                                                    |
| Allen, Robert                                                       | 2007     | Pessimism Preserved: Real Wages in the British Industrial Revolution                                               | Oxford University Department of Economics Working Paper 314 |
| Barker, David J. P.                                                 | 1992     | Fetal Origins of Adult Disease                                                                                     | London: British Medical Journal                             |
| Bleakley, Hoyt                                                      | 2010     | Malaria Eradication in the Americas: A Retrospective Analysis of Childhood Exposure                                | American Economic Journal: Applied Economics 2(2)           |
| Clark, Gregory                                                      | 2007     | A Farewell to Alms: A Brief Economic History of the World                                                          | Princeton and Oxford: Princeton University Press            |
| Crafts, Nicholas                                                    | 1983     | British Economic Growth, 1700-1831: A Review of the Evidence                                                       | Economic History Review 36(2)                               |
| Davies, David                                                       | 1795     | The Case of Labourers in Husbandry Stated and Considered                                                           | Cambridge University Press                                  |
| Engels, Friedrich                                                   | 1845     | The Condition of the Working-Class in England                                                                      | London: Panther                                             |
| Feinstein, Charles                                                  | 1998     | Pessimism Perpetuated: Real Wages and the Standard of Living in Britain during and After the Industrial Revoultion | Journal of Economic History 58                              |
| Floud, Roderick, Robert W. Fogel, Bernard Harris, and Sok Chul Hong | 2011     | The Changing Body: Health, Nutrition, and Human Development in the Western World since 1700                        | Cambridge University Press                                  |
| Fogel, Robert W.                                                    | 1986     | Nutrition and Decline in Mortality since 1700: Some Preliminary Findings                                           | Chicago: University of Chicago Press                        |
| Fogel, Robert W.                                                    | 2004     | The Escape from Hunger and Premature Death, 1700-2100: Europe, America, and the Third World                        | Cambridge University Press                                  |
| Fogel, Robert W. and Stanley Engerman                               | 1974     | Time on the Cross: The Economics of American Negro Slavery                                                         | Boston: Little, Brown                                       |
| Gallman, Robert                                                     | 1996     | Dietary Change in Antebellum America                                                                               | Journal of Economic History 56                              |
| Hammond, John and Barbara Hammond                                   | 1917     | The Town Labourer, 1760-1832                                                                                       | London: Guild Books                                         |
| Hong, Sok Chul                                                      | 2007     | The Burden of Early Exposure to Malaria in the United States, 1850-1860: Malnutrition and Immune Distorders        | Journal of Economic History 67                              |
| Kuznets, Simon, Lillian Epstein, and Elizabeth Jenks                | 1941     | National Income and Its Composition, 1919-1938, Volume 1                                                           | National Bureau of Economic Research, Inc                   |
| Lee, Chulhee                                                        | 1998     | Long-Term Unemployment and Retirement in Early Twentieth-Century America                                           | Journal of Economic History 58                              |
| Lee, Chulhee                                                        | 2003     | Prior Exposure to Disease and Later Health and Mortality Evidence from Civil War Medical Records                   | Chicago: University of Chicago Press                        |
| Lee, Chulhee                                                        | 2008     | Health, Information, and Migration: Geographic Mobility of Union Army Veterans, 1860-1880                          | Journal of Economic History 68                              |
| Lindert, Peter and Jeffrey Williamson                               | 1983     | English Workers Living Standard during the Industrial Revolution                                                   | Economic History Review 36(1)                               |
| Macaulay, Thomas                                                    | 1848     | The History of England                                                                                             | London: J. M Dent and Sons Ltd                              |
| Margo, Robert and Richard Steckel                                   | 1982     | The Heights of American Slaves: New Evidence on Slave Nutrition and Health                                         | Social Science History 6                                    |
| Marshall, Alfred                                                    | 1881     | Principles of Economics 1                                                                                          | London: Macmillan                                           |
| Mokyr, Joel                                                         | 1988     | Is There Still Life in the Pessimist Case? Consumption during the Industrial Revolution, 1790-1850                 | Journal of Economic History 43                              |
| Nordhaus, William and James Tobin                                   | 1972     | "Is Growth Obsolete?" in Economic Growth: Fiftieth Anniversary Colloquium 5                                        | New York: National Bureau of Economic Research              |
| Sen, Amartya                                                        | 1999     | The Standard of Living in the Long Run: London 1700-1860                                                           | Economic History Review 38                                  |
| Steckel, Richard and Carolyn Moehling                               | 2001     | Rising Inequality: Trends in the Distribution of Wealth in Industrializing New England                             | Journal of Economic History 61                              |
| Toynbee, Arnold                                                     | 1894     | Lectures on the Industrial Revolution of the 18th Century in England, London                                       | Longmans, Green and Co.                                     |
| Usher, Dan                                                          | 1980     | The Measurement of Economic Growth                                                                                 | Oxford: Blackwell                                           |
| Voth, Hans-Joachim                                                  | 2000     | Time and Work in England 1750-1830                                                                                 | Oxford University Press                                     |
| Williamson, Jeffrey                                                 | 1981     | Urban Disamenities, Dark Satanic Mills and the British Standard of Living Debate                                   | Journal of Economic History 41                              |
| Wrigley, E. A. and R. Schofield                                     | 1981     | The Population History of England 154101871: A Reconstruction                                                      | Cambridge: Harvard University Press                         |
| Yang, Donghyu                                                       | 2003     | Antebellum Agriculture and Other Essays                                                                            | Seoul: Wisdom                                               |